# Étangs de la Montagnette
Les étangs de la Montagnette sont deux petits étangs situés dans les Pyrénées françaises à 2 446 m d'altitude dans le Couserans en Ariège sur la commune de Bordes-Uchentein.

## Géographie
Les étangs de la Montagnette sont situés en Castillonnais à 6,5 km à l'ouest du Mont Valier à vol d'oiseau, sur un bras du ruisseau de Peyralade un affluent du Riberot et en contrebas du pic de Barlonguère (ou Tuc de Mil) dominant ce secteur de la chaîne (2 802 m).

## Environnement
Les étangs sont compris dans le périmètre de la zone de protection spéciale du mont Valier (Natura 2000).

## Voies d'accès
L'accès depuis le parking du Pla de la Lau à 947 m au fond de la vallée du Ribérot demande une randonnée d'environ 5 heures d'abord par le GR 10 (ouest), puis par une variante du GRT 54.

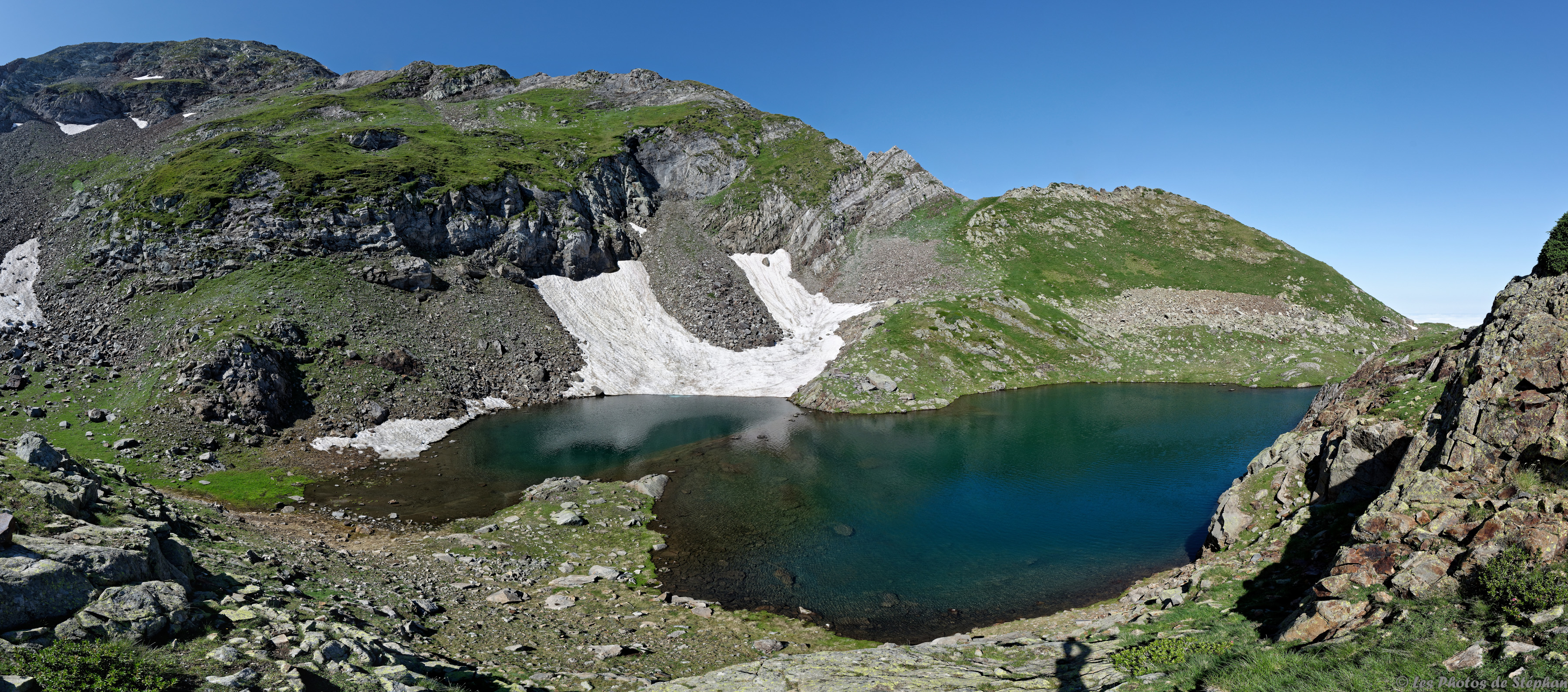
13 août 2018.
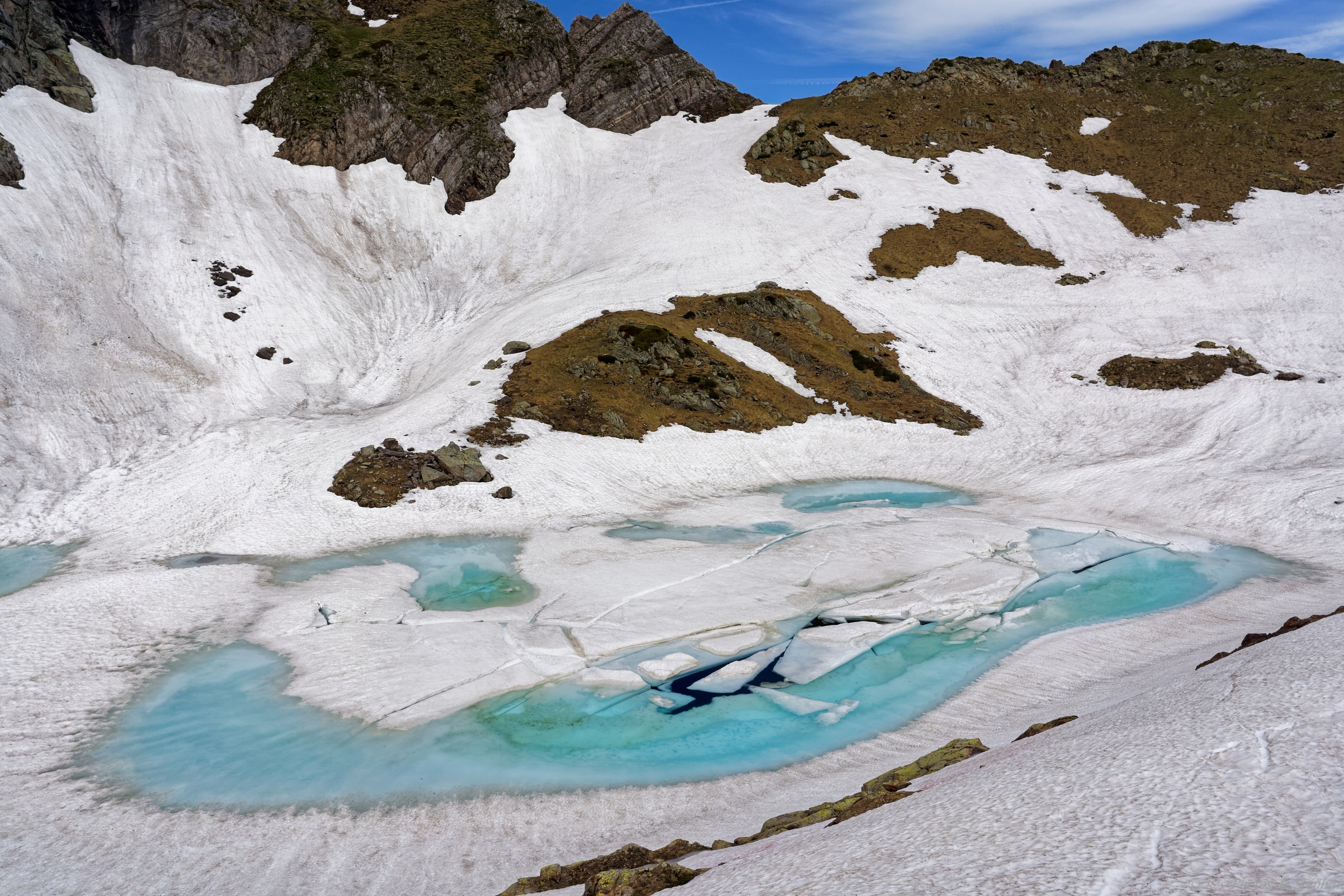
23 juin 2019.